# Desa Sirau (administrativ by i Indonesien, lat -7,21, long 109,45)
Desa Sirau är en administrativ by i Indonesien.   Den ligger i provinsen Jawa Tengah, i den västra delen av landet, 300 km öster om huvudstaden Jakarta.